# Cyryl (biskup Nadż Hammadi)
Cyryl (ur. 29 kwietnia 1947) – duchowny Koptyjskiego Kościoła Ortodoksyjnego, od 1977 biskup Nadż Hammadi.

## Życiorys
17 października 1975 złożył śluby zakonne w monasterze św. Pawła. Święcenia kapłańskie przyjął 26 grudnia 1975. Sakrę biskupią otrzymał 29 maja 1977.